# Al-Farabi

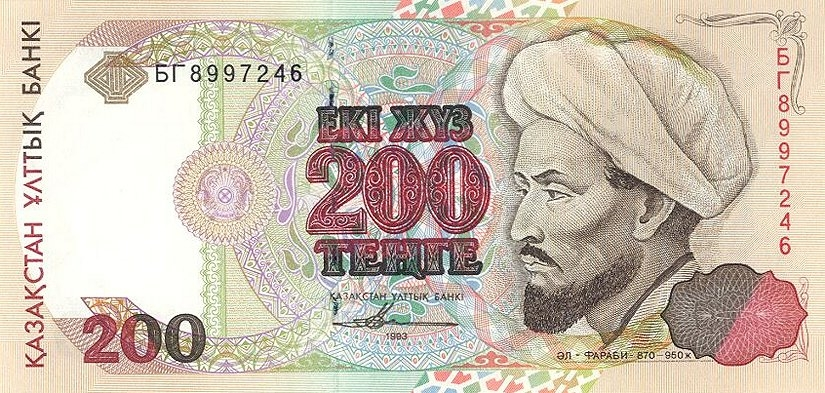
Portret van al-Fârâbî op een bankbiljet uit Kazachstan

Aboe Nasr Mohammed ibn Mohammed ibn Tarchaan ibn Oezloegh al-Farabi maar meestal afgekort tot Aboe Nasr al-Farabi (ongeveer 870-950) was een Perzische geleerde en filosoof in de islamitische scholastiek. Hij had een grote invloed op het latere islamitische denken en ook op dat in het westen, toen dat in contact kwam met het werk van islamitische denkers zoals hij, Avicenna en Averroes, met name op dat van latere filosofen als Albertus Magnus en Thomas van Aquino. In de Arabische wereld kreeg hij de titel 'de tweede meester', naar 'de eerste meester' Aristoteles.
Hij was ook een vooraanstaand muziektheoreticus. Het overgebleven deel van zijn reeks Kitab al-Musiqa wordt wel gezien als de meest indrukwekkende van alle Arabische werken over muziek.

## Biografie
Farabi was afkomstig uit Wasiedj, in het zuidelijke district Farab van de historische landstreek Transoxanië. Dit gebied is tegenwoordig onderdeel van Kazachstan, maar was vroeger onderdeel van Iran. Zijn ouders hadden een Perzischtalige achtergrond. Zijn vader was officier. Al tijdens zijn jeugd verhuisde Farabi naar Bagdad, de toenmalige hoofdstad van het Arabische Rijk en daarmee destijds het belangrijkste wetenschappelijke centrum. In Bagdad ontving hij een opleiding in filosofie en logica van de beroemde christelijke docenten Aboe Bisjr Matta en Yoehanna ibn Haylaan.
Omstreeks 942 verliet hij Bagdad en ging naar Aleppo, waar hij aan het hof van de Hamdanidische vorst Sayf al-Dawla zou verblijven.

## Werken
Farabi baseerde zijn filosofische werk op de klassieke Griekse filosofie. In totaal zijn 117 werken van hem bekend, waarvan 43 over logica, 11 over metafysica, 7 over politicologie, 17 over muziek, geneeskunde en sociologie. 11 werken zijn commentaren.
Farabi schreef diverse commentaren op Plato en Aristoteles. Farabi volgde Plato in diens statisch wereldbeeld en godsbeeld.